# سیارک ۱۱۲۶۸
سیارک ۱۱۲۶۸ (به انگلیسی: 11268 Spassky، نامگذاری:1985UF5) یازده هزار و دویست و شصت و هشتمین سیارک کشف شده‌است که در ۲۲ اکتبر ۱۹۸۵ کشف شد.
قدر مطلق سیارک برابر ۲۰.۴ است.